# Bertus Aafjes
Bertus Aafjes (celým jménem Lambertus Jacobus Johannes Aafjes; 12. května 1914 Amsterdam – 22. dubna 1993 Swolgen) byl nizozemský spisovatel a básník.

## Život
Aafjes se zpočátku připravoval na církevní kariéru, poté ale absolvoval studium klasické archeologie v Löwenu a křesťanské archeologie na Papežském institutu v Říme. Dalších několik let strávil v Itálii a Egyptě. Za druhé světové války pobýval ve Frísku a psal básně o odporu. Později na zámku Hoensbroek v provincii Limburg pracoval jako spisovatel na volné noze. Používal pseudonym Jan Oranje.

## Dílo
Aafjes byl ovlivněn katolickým náboženstvím a německým romantismem. Kromě básní psal také například cestopisy, detektivní příběhy a přeložil Homérovu Odyseu a Shakespearova Hamleta.
- Het gevecht met de muze, 1940
- In het atrium der vestalinnen, 1945
- Een voetreis naar Rome, 1946
- Egyptische brieven, 1948
- In den beginne, 1949
- Arenlezer achter de maaiers, 1952
- De karavaan, 1953
- Morgen bloeien de abrikozen, 1954
- De blinde harpenaar, 1955
- Logboek voor Dolle Dinsdag, 1956
- Capriccio Italiano, 1957
- De Wereld is een wonder, 1959
- Een ladder tegen een wolk, 1969
- De laatste faun, 1974
- Deus sive natura, 1980